# Patinação artística nos Jogos Olímpicos de Inverno de 1988 - Dança no gelo
A competição de dança no gelo da patinação artística nos Jogos Olímpicos de Inverno de 1988 foi disputado entre 20 duplas.

## Medalhistas
| Ouro   | URS Natalia Bestemianova / Andrei Bukin |
| Prata  | URS Marina Klimova / Sergei Ponomarenko |
| Bronze | CAN Tracy Wilson / Robert McCall        |

## Resultados
| #                 | Nome                                  | País                   | CD | OD | FD | TFP  |
| ----------------- | ------------------------------------- | ---------------------- | -- | -- | -- | ---- |
| Medalha de ouro   | Natalia Bestemianova / Andrei Bukin   | URS União Soviética    | 1  | 1  | 1  | 2.0  |
| Medalha de prata  | Marina Klimova / Sergei Ponomarenko   | URS União Soviética    | 2  | 2  | 2  | 4.0  |
| Medalha de bronze | Tracy Wilson / Robert McCall          | CAN Canadá             | 3  | 3  | 3  | 6.0  |
| 4                 | Natalia Annenko / Genrikh Sretenski   | URS União Soviética    | 4  | 4  | 4  | 8.0  |
| 5                 | Kathrin Beck / Christoff Beck         | AUT Áustria            | 5  | 5  | 5  | 10.0 |
| 6                 | Suzanne Semanick / Scott Gregory      | USA Estados Unidos     | 6  | 6  | 6  | 12.0 |
| 7                 | Klara Engi / Attila Toth              | HUN Hungria            | 7  | 7  | 7  | 14.0 |
| 8                 | Isabelle Duchesnay / Paul Duchesnay   | FRA França             | 8  | 8  | 8  | 16.0 |
| 9                 | Antonia Becherer / Ferdinand Becherer | FRG Alemanha Ocidental | 9  | 9  | 9  | 18.0 |
| 10                | Lia Trovati / Roberto Pelizzola       | ITA Itália             | 10 | 10 | 10 | 20.0 |
| 11                | Susan Wynne / Joseph Druar            | USA Estados Unidos     | 11 | 11 | 11 | 22.0 |
| 12                | Karyn Garossino / Rodney Garossino    | CAN Canadá             | 12 | 12 | 12 | 24.0 |
| 13                | Sharon Jones / Paul Askham            | GBR Grã-Bretanha       | 13 | 13 | 13 | 26.0 |
| 14                | Corinne Paliard / Didier Courtois     | FRA França             | 15 | 14 | 14 | 28.4 |
| 15                | Vera Rehakova / Ivan Havranek         | TCH Checoslováquia     | 14 | 15 | 15 | 29.6 |
| 16                | Melanie Cole / Michael Farrington     | CAN Canadá             | 16 | 16 | 16 | 32.0 |
| 17                | Horonata Gorna / Andrzej Dostatni     | POL Polônia            | 17 | 17 | 17 | 34.0 |
| 18                | Tomoko Tanaka / Hiroyuki Suzuki       | JPN Japão              | 18 | 18 | 18 | 36.0 |
| 19                | Luyang Liu / Xiaolei Zhao             | CHN China              | 19 | 19 | 19 | 38.0 |
| 20                | Monica MacDonald / Rodney Clarke      | AUS Austrália          | 20 | 20 | 20 | 40.0 |

Legenda
| Recorde mundial      | Recorde mundial (World record)               |                       | Recorde africano                      | Recorde africano (African) |                                           | Q | Classificado por posição (Qualified) |
| Recorde olímpico     | Recorde olímpico (Olympic record)            | Recorde da América    | Recorde da América (Americas)         | q                          | Classificado por melhor tempo (Qualified) |   |                                      |
| Melhor marca do ano  | Melhor marca do ano (World leading)          | Recorde asiático      | Recorde asiático (Asian)              | DNS                        | Não largou (Did not start)                |   |                                      |
| Recorde nacional     | Recorde nacional (National record)           | Recorde europeu       | Recorde europeu (European)            | DNF                        | Não terminou (Did not finish)             |   |                                      |
| Recorde pessoal      | Recorde pessoal do atleta (Personal best)    | Recorde da Oceania    | Recorde da Oceania (Oceania)          | DSQ / DQ                   | Desclassificado (Disqualified)            |   |                                      |
| Recorde da temporada | Recorde da temporada do atleta (Season best) | Recorde sul-americano | Recorde sul-americano (South America) | NM                         | Sem marca (No mark)                       |   |                                      |